# Heteronygmia
Heteronygmia este un gen de molii din familia Lymantriinae.

## Specii
Sunt recunoscute următoarele specii:

- Heteronygmia chismona
- Heteronygmia dissimilis
- Heteronygmia flavescens
- Heteronygmia leucogyna
- Heteronygmia manicata
- Heteronygmia opalescens
- Heteronygmia rhodapicata
- Heteronygmia rufescens
- Heteronygmia strigitorna

## Legături externe
- en Baza de date a genului Lepidoptera la Muzeul de istorie naturală